# Ville-sur-Saulx
Ville-sur-Saulx är en kommun i departementet Meuse i regionen Grand Est (tidigare regionen Lorraine) i nordöstra Frankrike. Kommunen ligger i kantonen Ancerville som tillhör arrondissementet Bar-le-Duc. År 2022 hade Ville-sur-Saulx 278 invånare.

## Befolkningsutveckling
Antalet invånare i kommunen Ville-sur-Saulx
| Referens: INSEE |